# Nguyễn Trọng Hiền
Nguyễn Trọng Hiền (sinh 1963 tại Đà Nẵng) là một nhà vật lý người Mỹ gốc Việt, hiện là giám sát viên nhóm Thiết bị Thiên văn, chuyên gia nghiên cứu chuyên sâu của Phân ban Vật lý thiên văn, thuộc Phòng Thí nghiệm Sức đẩy Phản lực (JPL) của NASA. Ông nhận bằng tiến sĩ tại Đại học Princeton năm 1993.

## Sự nghiệp
Năm 1981, Nguyễn Trọng Hiền vượt biên đến một trại tị nạn ở Hồng Kông rồi được nhận vào Hoa Kỳ. Tại Mỹ, ông theo học ngành Vật lý tại Trường Đại học California tại Berkeley.
Sau khi tốt nghiệp khoa vật lý của Trường đại học Berkeley, Ông tiếp tục theo học và nhận bằng tiến sĩ tại Đại học Princeton với chuyên ngành nghiên cứu bức xạ nền vũ trụ, năm 1993.
Sau đó, ông Hiền qua Chicago và học tiếp nghiên cứu sinh sau Tiến sĩ (post doc) chuyên ngành Vật lý thiên văn của đại học Chicago. Ông làm giảng viên đặc biệt tại Đại học Carnegie Mellon sau đó chuyển sang làm việc tại Phòng Thí nghiệm Sức đẩy Phản lực (JPL) của NASA.
Tiến sĩ Hiền đã làm việc tại NASA với cương vị khoa học gia nghiên cứu chuyên sâu của phân ban vật lý thiên văn, phòng thí nghiệm phản lực và đồng thời ông làm nghiên cứu sinh sau tiến sĩ chuyên ngành Vật lý thiên văn tại Đại học Chicago.

### Nghiên cứu tại Nam Cực
Năm 1992, Ông bắt đầu công tác nghiên cứu khoa học ở Nam Cực. 
Năm 1994 Nguyễn Trọng Hiền quay lại lần thứ hai và làm việc 1 năm ở Nam Cực. Tại đây vào tháng 7 năm 1994, sao chổi Shoemaker-Levy 9 đâm vào sao Mộc và ông đã được theo dõi sự kiện này lâu dài vì Nam Cực lúc đó đang là 6 tháng đêm. Khi đó, Tiến sĩ Hiền là lãnh đạo khoa học Trạm Amundsen-Scott ở Nam Cực cùng với 27 nhà khoa học và chuyên viên kỹ thuật Mỹ đang làm việc.
Theo lời kể của ông, Tháng 9 năm 1994, Nguyễn Trọng Hiền đã tự tay khâu một lá cờ Việt Nam khoảng 4m² và cắm tại Cục Chào đón ở Nam Cực, bên cạnh các quốc kỳ Mỹ, Nga, Anh, Đức, Pháp, Nhật, Úc, New Zealand, Chile, Argentina, Nam Phi. Ông là người Việt Nam đầu tiên cắm cờ Việt Nam ở Nam Cực. Ông cũng là nhà khoa học người Mỹ gốc Việt duy nhất đã tham gia vào chương trình phóng hai đài thiên văn không gian lớn nhất từ trước tới nay của Cơ quan Không gian Vũ trụ châu Âu (ESA) hợp tác cùng NASA là Planck và Herschel .
Ông cũng cho biết là ông không phải là người gốc Việt đầu tiên đến được Nam Cực (vĩ tuyến 90 Nam), trước đó đã có ông Bùi Văn Hiền (hay Hiển) đã ở quá mùa đông 1997-1998 ở Nam Cực. Cũng theo ông, đến năm 2013, chưa có một công dân Việt Nam mang hộ chiếu Việt Nam đặt chân đến được Nam Cực (vĩ tuyến 90 Nam), kể cả Nguyễn Khuê, Hoàng Thị Minh Hồng (được cho là người Việt "đã cắm cờ đầu tiên ở Nam Cực" năm 1997), mà chỉ đến vùng ven biển châu Nam Cực (cách Nam Cực hơn 1.300 km đường chim bay). Theo thông tin từ trạm Amundsen-Scott, người Việt đầu tiên sống qua mùa đông tại Nam Cực là Hien Văn Bùi (năm 1988), sau đó là ông Hiền (năm 1994); và rồi đến cô Tạ Phùng Xuân năm 2004.
Hiện nay, từ năm 2008, ông là trưởng nhóm nghiên cứu (supervisor) (khoảng 6 người) của JPL tại Trạm Amundsen-Scott..

## Gia đình
Ông cùng vợ (cũng là người Đà Nẵng, kết hôn năm 2000) và con gái hiện sống ở thành phố Pasadena, California.
Nguyên nhân ông về California làm việc cho NASA là bạn gái, theo như ông kể: "Tôi không thích làm ở NASA. Hồi còn đi học, tôi nói rõ với bạn bè như vậy. Vậy nhưng, ngày đó tôi có bạn gái ở tiểu bang California, cô ấy khuyên về NASA làm việc, nếu không sẽ… đường ai nấy đi". Năm 1999, sau khi ba ông qua đời, năm nào Tiến sĩ Hiền cũng về Việt Nam thăm gia đình, bè bạn. Vì theo ông: "Tôi không muốn xa cách gia đình, bạn bè và đất nước tôi".

## Công trình nghiên cứu
Ông là thành viên của những ban, nhóm đã nghiên cứu: 
1. Hệ thống thiết bị đo bức xạ nhiệt, một trong ba thiết bị đặt trên kính thiên văn vũ trụ Herschel[13][20]
2. Nghiên cứu bức xạ nền vũ trụ tại Nam Cực[14].
3. Nghiên cứu với HSO về cấu trúc vũ trụ thời kỳ sơ khai, nghiên cứu về những vật thể ở giai đoạn vũ trụ hình thành[21]
4. Tác động của sóng hấp dẫn từ vụ nổ Big Bang lên bức xạ phông nền vũ trụ (là thành viên nhóm).[22][23] Xem Phình to vũ trụ.

## Làm việc tại Việt Nam
Năm 2010, Tiến sĩ Nguyễn Trọng Hiền được mời về Việt Nam tham gia giảng dạy chương trình vật lý tiên tiến tại Đại học Sư phạm Huế. Ông tiếp tục dành thời gian về Việt Nam giảng dạy tại Huế, Quy Nhơn vài tuần mỗi năm.
Tiến sĩ Hiền đã nhiều lần về Hà Nội và Thành phố Hồ Chí Minh nhằm tham dự các cuộc Gặp gỡ Việt Nam về vật lý hạt và vật lý thiên văn do GS Nguyễn Văn Hiệu và GS Trần Thanh Vân tổ chức. Tháng 8 năm 2013, Tiến sĩ Hiền đã giảng dạy về bức xạ nền vũ trụ cho các học viên là các nhà khoa học thiên văn trẻ Việt Nam, trong đó có những tiến sĩ trong nước và nước ngoài tại chương trình "Gặp gỡ Việt Nam" lần 9 diễn ra ở Quy Nhơn.
Ông cũng rất tích cực với Hội Thiên văn Vũ trụ Việt Nam, các phòng nghiên cứu, đặc biệt là phòng thiên văn khoa Vật lý của Đại học Sư phạm Hà Nội… Ông hợp tác với các nhà thiên văn học Việt Nam nhằm thiết lập một kính viễn vọng hiện đại trong nước. Ông cũng tham gia giảng dạy cho các sinh viên và nhà khoa học trẻ Việt Nam và xúc tiến cùng các nhà khoa học trong nước thành lập một cơ sở đào tạo cho học sinh
Ông cũng tham gia thường xuyên các buổi phóng vấn, thông tin trao đổi cùng với các báo đài Việt Nam.

## Câu nói
- "Trời ơi, sáng quá!"' - khi chứng kiến Sao chổi Shoemaker-Levy 9 lao vào Sao Mộc tại Nam Cực.
- "Nhìn lá cờ đỏ sao vàng tung bay trong giá lạnh bên quốc kỳ Mỹ và những lá cờ của các cường quốc khác, tôi thấy mình thật hạnh phúc".
- "Cần có nguồn kinh phí nhất định trong vấn đề hợp tác khoa học. Giáo sư Trần Thanh Vân đã bỏ kinh phí để tài trợ cho các nhà khoa học trẻ tham dự Gặp gỡ Việt Nam. Anh đã làm như vậy suốt 20 năm qua và cho tới khi nào nữa?".
- "Nói hươu nói vượn rồi đi, trong khi mấy em ở nhà thì không có gì để thực hành cả. Những hội nghị như thế này không phải nhằm tạo ra một bước nhảy vọt thần kỳ nào, mà là để duy trì tiếng nói: Cần tạo điều kiện cho các nhà khoa học trẻ."
- "Tôi tâm đắc nhất là sự phát triển của vũ trụ, đặc biệt là giai đoạn phôi thai qua việc đo đạc tính bất đẳng hướng của bức xạ nền vũ trụ và sự cấu thành của các vật thể thiên văn lúc vũ trụ vừa tạo thành.... Điều tôi mong mỏi là hiểu được một cách xác đáng hay phát hiện được những cơ chế vật lý trong kỷ nguyên cấu thành này vốn xảy ra cách đây từ 10 đến 15 tỷ năm".